# 銭謙益

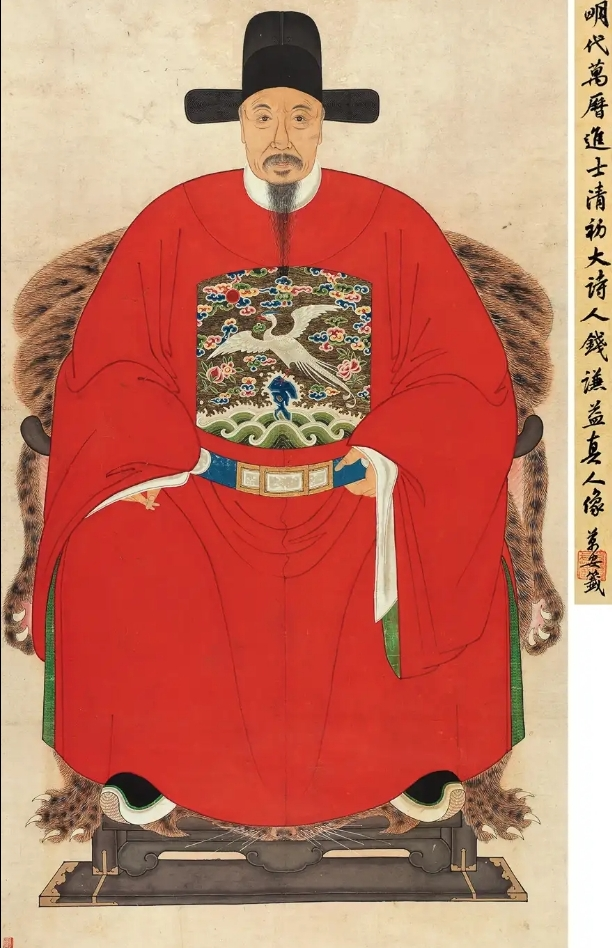
銭謙益

銭 謙益（せん けんえき、1582年10月22日（万暦10年9月26日） - 1664年6月17日（康熙3年5月24日））は、中国明末・清初の文人。字は受之。号は牧斎・漁樵子・蒙叟・東澗老人・虞山宗伯。蘇州府常熟県奚浦（現在の江蘇省蘇州市張家港市塘橋鎮）の出身。

## 略歴
明の万暦38年（1610年）の進士。初め翰林院編修に任じられ、天啓元年（1621年）には浙江郷試正考官に任じられたが、東林党の人名録にその名のあることが露見し失脚する。のち、明朝最末期の崇禎年間（1628年 - 1644年）に中央に復帰して礼部尚書を拝命する。南京の太学で教鞭を執っていたときの弟子の一人が鄭成功であった。清の順治2年（1645年）、清軍が江南を平定するに及んで降臣として清朝に仕えるに至り、翌年、礼部右侍郎兼秘書院学士に任じられた。順治5年（1648年）には謀反の疑い有りとして一時期収監されるが、のち釈放され家居すること10年、康熙帝の即位後間もなく卒した。

## 詩文
文章をもって聞こえ、明代後期に盛行した文壇の潮流に一石を投じた。すなわち、15世紀末から16世紀初頭にかけて李夢陽・何景明らは「文は必ず秦漢、詩は必ず盛唐」といってその格調に学ぶことを主張し、ついで16世紀半ばには李攀龍・王世貞らが同様に擬古主義を唱えた。これらの流派を「古文辞派」といい、当時の読書人たちの間では共鳴する者反対する者さまざまであった（反対する文人らをとくに「公安派」といい、主な人物に帰有光、また袁宏道を含む袁氏三兄弟がいる）。銭謙益は盛唐の詩人杜甫に学びつつもこれら古文辞派の見解を排し、有詩無詩の説を立てて「詩は気を以て主と為す」とした。また、仏教に造詣が深いことからその思想を自らの文学にも当てはめ、詩は視覚によるものではなく、詩中に描かれる声・色・香・味は鼻で嗅ぐことによって聞き分けられるとする「香観説」を唱えた。こうしたことから明末清初の当時、文人としては呉偉業・龔鼎孳と併せて江左の三大家と称せられるに至った（なお呉偉業も明清の二朝に仕えている）。こうした詩論は青年期の王士禎に、さらには18世紀後半、乾隆帝治世下に生きた袁枚の「性霊説」にまで影響を与えている。

## 著作
明人の詩を集めて『列朝詩集』を作る。これは元好問の『中州集』の体裁にならい、詩によって明の歴史を明らかにしようとした試みであり、古文辞派への反感が強く表れているところに特徴がある。自らの詩作品については『牧斎初学集』110巻、『牧斎有学集』50巻、『銭牧斎詩』1巻、『牧斎外集』25巻がある。明清二朝に仕えたこと、さらに晩年自宅に閉居した折、憤懣の鬱積するあまり詩を賦して清朝を弾劾することがあったために、その著作はみな禁書指定の憂き目に遭い、沈徳潜の手に成る『清詩別裁集』にあっても銭謙益の作品は一首も採用されていない。書斎を絳雲楼といい、宋刻の孤本（世に二つとは無い稀覯本・拓本のこと）を蔵していたが、火災に遭って失われた。

## 家族

### 妻妾
- 妻：陳氏、柳如是
- 妾：朱氏、王氏

### 子女
- 男子：銭孺飴（四男、朱氏の子）
- 女子：銭氏（柳如是の娘、趙玉森の子の趙管と結婚した）